# یانتوگانوو
یانتوگانوو (انگلیسی: Yantuganovo) یک شهرک در شهرستان ایلیشفسکی استان باشقیرستان کشور روسیه است.